# Neonothopanus gardneri
Espèce
Neonothopanus gardneri, connu localement sous le nom de Fleur de coco (Flor de coco en portugais), est une espèce de champignons bioluminescents de la famille des Omphalotaceae, originaire des États de Goiás, Piauí et Tocantins au Brésil. 

## Découverte et nomenclature
Le champignon a été découvert pour la première fois en 1839 par le botaniste anglais George Gardner, après qu’il eut rencontré des jeunes jouant avec des objets lumineux dans les rues de la Villa de Natividade, dans l’État de Goiás au Brésil. Pensant au départ qu’il s’agissait d’une luciole, il découvrit qu’il s’agissait d’un champignon — appelé localement flor de coco — qui était connu localement et qui se trouvait communément sur des feuilles de palmiers en décomposition. Gardner a d'abord voulu l'appeler Agaricus phosphorescens. Toutefois, son collègue Miles Joseph Berkeley a estimé que cet attribut n'était pas unique et l'a donc dénommé avec le nom plus spécifique de A. gardneri. Gardner pensait que cela ressemblait à des membres du genre Pleurotus de par sa structure, alors que Berkeley pensait que cela ressemblait davantage au genre Panus, mais a concédé qu'une étude des spores était nécessaire pour un affinage ultérieur de sa classification. 
Il a été redécouvert en février 2005 par les scientifiques Patricia Izar, Elisabetta Visalberghi et Dorothy Fragaszy, avec l'aide de Marino Gomes de Oliveira. Il est plus gros et plus brillant que d'autres champignons bioluminescents connus. Marina Capelari et ses collègues ont étudié sa phylogénie en analysant génétiquement un spécimen ainsi que des proches parents, et ont découvert qu'il s'agissait du taxon frère de Neonothopanus nambi plutôt qu'un membre du genre Omphalotus et l'ont classé dans le genre Neonothopanus. 

## Description
Ces champignons jaunes charnus ont des chapeaux plus foncés au centre qui deviennent jaune pâle ou crème sur les bords. Mesurant entre 1 et 9 cm de diamètre, le chapeau est initialement convexe avec un umbo central avant de devenir plat voire en forme d'entonnoir au fil des années. Les branchies décurrentes et largement espacées ont la même couleur que le chapeau. Le stipe fibreux est 3–5 cm de long sur 0,8-1,5 cm de large. Le bonnet et les ouïes brillent de lumière verte la nuit plus fortement que la plupart des autres champignons bioluminescents.  

## Systématique
Le nom correct complet (avec auteur) de ce taxon est Neonothopanus gardneri (Berk. ex Gardner) Capelari, Desjardin, Perry, Asai & Stevani, 2011.
L'espèce a été initialement classée dans le genre Agaricus sous le basionyme Agaricus gardneri Berk., 1840 puis a été reclassé en 2011 sous le genre Neonothopanus par Marina Capelari (d), Dennis E. Desjardin (d), Brian A. Perry (d), Tatiane Asai (d) et Cassius V. Stevani (d).
Neonothopanus gardneri a pour synonymes :
- Agaricus gardneri Berk., 1840
- Dendrosarcus gardneri (Berk.) Kuntze, 1898
- Pleurotus gardneri (Berk.) Sacc., 1887

## Publication originale
- (en) Marina Capelari, Dennis E. Desjardin, Brian A. Perry, Tatiane Asai et Cassius V. Stevani, « Neonothopanus gardneri: a new combination for a bioluminescent agaric from Brazil », Mycologia, Mycological Society of America (d), NYBG et Taylor & Francis, vol. 103, no 6,‎ 23 juin 2011, p. 1433-1440 (ISSN 0027-5514 et 1557-2536, OCLC 1640733, PMID 21700638, DOI 10.3852/11-097, lire en ligne).